# 夏の約束 (堀江由衣の曲)
「夏の約束」（なつのやくそく）は、堀江由衣の15枚目のシングル。2012年7月25日にスターチャイルドから発売された。

## 概要
前作「Coloring」から約6ヶ月ぶりのリリースとなる、2012年2枚目のシングル。
表題曲「夏の約束」は、テレビアニメ『DOG DAYS'』のエンディングテーマに使用された。自身のシングルがテレビアニメのタイアップに採用されるのは、3rdシングル「ALL MY LOVE」から13作連続である。
販売形態は初回限定盤、通常盤の2種リリースで、前者には表題曲「夏の約束」のPVを収録したDVDが同梱されている。

## 批評
hotexpressの平賀哲雄は、「太陽が光輝く青空の下を全力で駆け出したくなるアッパーチューン、図らずともエレカシと同じような効力を持つ、この夏ぜひとも生活の一部にしてほしいナンバー」と評した。

## 収録曲
（全作詞：川田瑠夏）
1. 夏の約束 [3:57]
作曲・編曲：宮崎誠
タイトル通り夏がテーマとなっているが、これは『DOG DAYS'』のスタートが夏休みで、かつ放送が夏のため、本作のテーマも「夏」にすることに決めたためである[2]。
堀江曰く曲調は「ノスタルジック感に溢れた楽曲」。歌詞にはホタルを探したり田園を散策するといった「古き良き日本の夏」が反映されており、箱根で撮影されたディスクジャケットにも田園を歩く様子がプリントされている。なお曲調は堀江曰く「爽やかだが明るすぎない感じ」となっている。また、本作では「PRESENTER」同様コーラスとの掛け合いを意識している[2]。
「PRESENTER」では全体的に遠距離から眺めるような感じだったが、今作では更に距離を縮めた事によりDOG DAYS'のキャラと身近に接する事ができる曲となっている[2]。
ミュージックビデオには豊田ルナ[注 2]と大田愛翔が出演。同じ2002年生まれ[注 3]の2人は本シングル発売から3か月後の2012年10月期に放送されたテレビドラマ『悪夢ちゃん』（日本テレビ系）でも共演している[3]。

1. ハレノヒ幻想曲 [4:09]
作曲・編曲：川田瑠夏
2. 夏の約束（off vocal ver.）
3. ハレノヒ幻想曲（off vocal ver.）

DVD（初回限定盤のみ）
1. 夏の約束 Music Clip

## タイアップ
| 曲名     | タイアップ                            |
| -------- | ------------------------------------- |
| 夏の約束 | アニメ『DOG DAYS'』エンディングテーマ |

## 収録アルバム
| 曲名           | 収録アルバム   | 発売日        | 備考              |
| -------------- | -------------- | ------------- | ----------------- |
| 夏の約束       | 『BEST ALBUM』 | 2012年9月20日 | 2ndベストアルバム |
| ハレノヒ幻想曲 | アルバム未収録 |               |                   |